# Bisdom Weetebula
Het bisdom Weetebula (Latijn: Dioecesis Veetebulaensis) is een rooms-katholiek bisdom met als zetel Weetebula, in Indonesië. Het omvat het eiland Sumba. Het bisdom is suffragaan aan het aartsbisdom Kupang. 

## Geschiedenis
Het bisdom werd opgericht op 20 oktober 1959, als de apostolische prefectuur Weetebula, uit delen van het apostolisch vicariaat Endeh. Op 6 februari 1969 werd het verheven tot bisdom en werd suffragaan aan het aartsbisdom Ende. Op 23 oktober 1989 veranderde het van kerkprovincie en werd suffragaan aan het aartsbisdom Kupang. 

## Parochies
Het bisdom had in 2022 een oppervlakte van 12.297 km2 en telde 903.000 inwoners waarvan 23,6% rooms-katholiek was.

## Ordinarii

### Prefecten
- Gerhard J. Legeland (15 maart 1960 - 1969)

### Bisschoppen
- Gerulfus Kherubim Pareira (21 december 1985 - 19 januari 2008)
- Edmund Woga (4 april 2009 - heden)

## Galerij van afbeeldingen

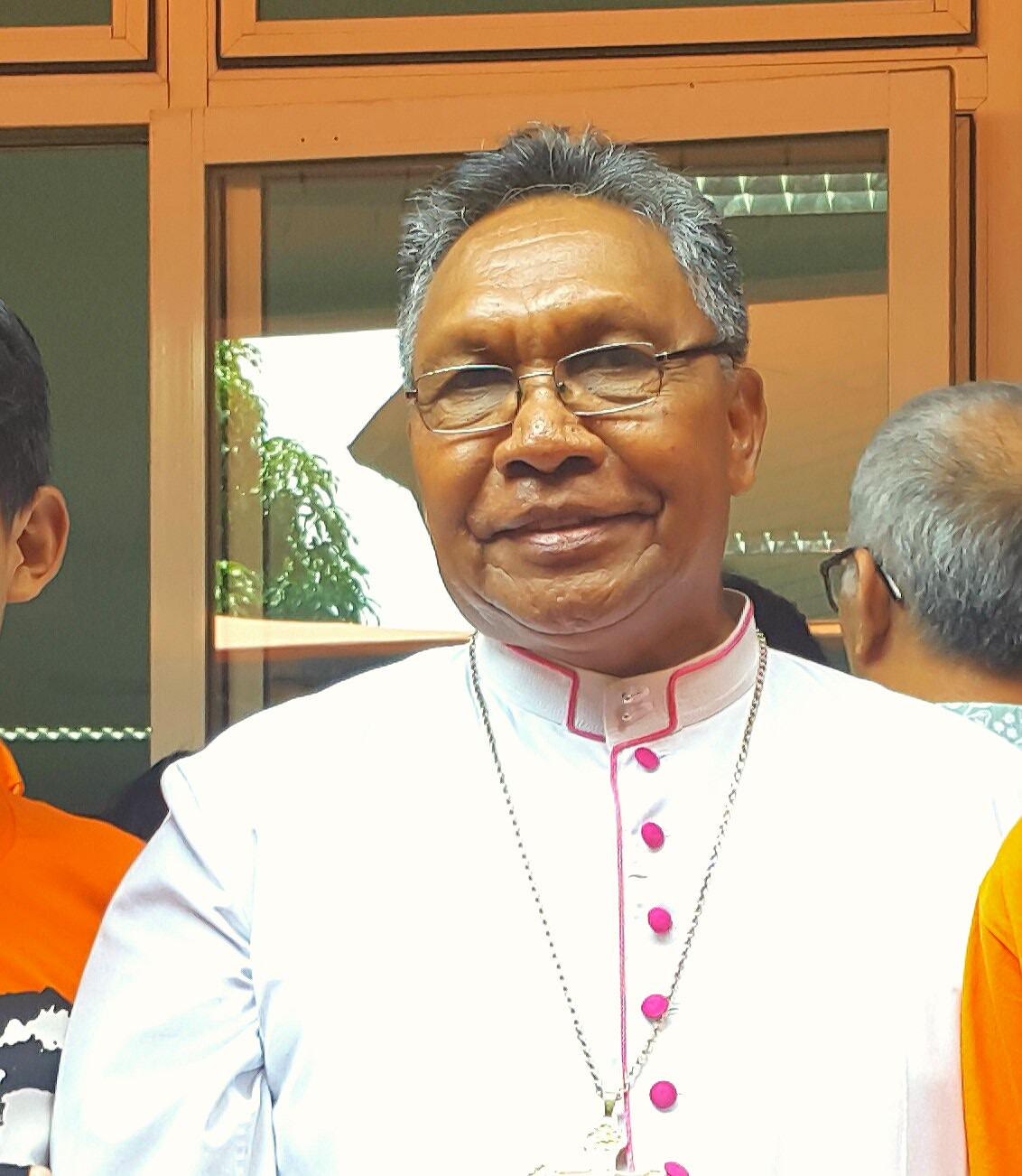
Bisschop Edmund Woga (2009-heden)
Kerkprovincie met aartsbisdom en suffragane bisdommen

Kupang (aartsbisdom) · Atambua · Weetebula